# Ralph Evans (regatista)
Ralph Liggett Evans (Nueva York, 7 de febrero de 1924-Darien, 23 de julio de 2000) fue un deportista estadounidense que compitió en vela en la clase Firefly. Participó en los Juegos Olímpicos de Londres 1948, obteniendo una medalla de plata en la clase Firefly.

## Palmarés internacional
| Juegos Olímpicos | Juegos Olímpicos      | Juegos Olímpicos | Juegos Olímpicos |
| Año              | Lugar                 | Medalla          | Clase            |
| ---------------- | --------------------- | ---------------- | ---------------- |
| 1948             | Londres (Reino Unido) | Medalla de plata | Firefly          |